# 内々けやき
内々 けやき（うちうち けやき）は、日本の漫画家。島根県出身。代表作に『SEVEN GUNNERS』『エクロール』『女子轟生』『グレートヤンキーみちるくん』『ルパン三世 異世界の姫君』がある。

## 来歴
作家志望として、最初のころは『週刊少年チャンピオン』（秋田書店）に原稿の持ち込みを行う。
2006年、『COMIC桃姫』（辰巳出版）に『忍ぶれどママ出でにけりわが恋は』を掲載し、デビューを果たす。成年誌を中心に活動。同人サークル「ブロンコ一人旅」で活動もしていた。
2010年7月、『月刊少年シリウス』（講談社）の兄弟誌『別冊NEMESIS』が創刊され、創刊号より『しょたせん』の連載を開始。一般誌での連載開始となる。同年、『月刊Comic REX』（一迅社）が11・12月合併号よりリニューアルし、新連載が一挙スタートされ、その1作として『SEVEN GUNNERS』の連載を開始。
2011年、『月刊ヤングキング』（少年画報社）が9月号より「ヒロイン至上主義」へリニューアルし、『チェンジH』の期間限定参入としてトランスセクシャルを題材とした『エクロール』を掲載。同誌2013年3月号より特殊能力バトル作品である『女子轟生』の連載を開始。その後、『チャンピオンクロス』（秋田書店）にて、乙女系男子を題材とした『グレートヤンキーみちるくん』を連載。
2017年4月、『電撃マオウ』（KADOKAWA）6月号より河本ほむらの原作による頭脳と格闘のバトル漫画『文武両闘 最強才智の育て方』の連載を開始。内々は作画を担当。
2019年7月に『コミックガルド』（オーバーラップ）にて、篠崎芳の小説『ハズレ枠の【状態異常スキル】で最強になった俺がすべてを蹂躙するまで』のコミカライズの連載が開始され、内々は構成を担当。同年、佐伯庸介の小説『昔勇者で今は骨』のコミカライズ、あしの小説『よくわからないけれど異世界に転生していたようです』のコミカライズの連載も開始され、作画を担当している。

## 作品リスト

### 成人向け漫画
1. 『生ママしぼり』 2007年5月発売、富士美出版〈富士美コミックス〉、ISBN 978-4-89421-733-1
2. 『乳よ母よ妹よ!!』 2008年6月発売、富士美出版〈富士美コミックス〉、ISBN 978-4-89421-813-0
3. 『戻れない彼女』 2009年4月発売、富士美出版〈富士美コミックス〉、ISBN 978-4-89421-875-8
4. 『恋愛女子は前しか見ない! 〜人にはそれぞれ事情がある』 2010年4月発売、富士美出版〈富士美コミックス〉、ISBN 978-4-89421-947-2
5. 『発情楽園』[18] 2011年7月23日発売[19]、ワニマガジン社〈ワニマガジンコミックススペシャル〉、ISBN 978-4-86269-173-6
6. 『ハッピーノーリターン』 2011年11月10日発売[20]、コアマガジン〈ホットミルクコミックス363〉、ISBN 978-4-86436-200-9
7. 『おねショタおね！』 2012年12月14日発売[21]、茜新社〈TENMA COMICS〉、ISBN 978-4-86349-335-3
8. 『彼女、恋して、セックス』[22] 2014年3月31日発売[23]、ワニマガジン社〈ワニマガジンコミックススペシャル〉、ISBN 978-4-86269-301-3
9. 『接続された人妻』 2017年5月19日発売[20]、コアマガジン〈メガストアコミックス505〉、ISBN 978-4-86653-031-4
10. 『ニンフォガーデン』[24] 2017年9月29日発売[25]、ワニマガジン社〈ワニマガジンコミックススペシャル〉、ISBN 978-4-86269-516-1
11. 『蠱惑の里』 2022年3月30日発売[26]、ワニマガジン社〈ワニマガジンコミックススペシャル〉、ISBN 978-4-86269-832-2
  - 蠱惑の里 第一夜 （COMIC快楽天BEAST 2018年11月号+Komifloオリジナル）
  - 第二夜 （COMIC快楽天BEAST 2018年12月号）
  - 第三夜 （COMIC快楽天BEAST 2019年1月号+Komifloオリジナル）
  - 第四夜 （COMIC快楽天BEAST 2019年2月号）
  - 第五夜 （COMIC快楽天BEAST 2019年3月号+Komifloオリジナル）
  - 最終夜 （COMIC快楽天BEAST 2019年4月号）

### 一般向け漫画

#### 連載
- 『しょたせん』 （『ネメシス』創刊号[7] - No.13[27]、全3巻）
- 『SEVEN GUNNERS』 （『月刊Comic REX』2010年11・12月合併号[9] - 2011年8月号、全1巻）
- 『エクロール』 （『月刊ヤングキング』2011年9月号[10] - 2012年9月号、『チェンジH orange』[28]、全1巻[11]） - 『チェンジH』からの期間限定参入作品[10]
- 『女子轟生』 （『月刊ヤングキング』→『月刊ヤングキングアワーズGH』2013年3月号[12] - 2014年9月号[29]、全3巻）
- 『グレートヤンキーみちるくん』 （『チャンピオンクロス』2016年4月26日 - 2017年12月20日、『月刊少年チャンピオン』2016年9月号[30]、全2巻） - 『月刊少年チャンピオン』では「夏のギャグ祭り2016」企画作品として参加[30]
- 『文武両闘 最強才智の育て方』 （原作：河本ほむら、『電撃マオウ』2017年6月号[14] - 2018年8月号[31]、全3巻）
- 『ハズレ枠の【状態異常スキル】で最強になった俺がすべてを蹂躙するまで』 （原作：篠崎芳、作画：鵜吉しょう、『コミックガルド』2019年7月[15] - 連載中、既刊7巻） - 構成担当[15]
- 『昔勇者で今は骨』 （原作：佐伯庸介、キャラクター原案：白狼、徳間書店「ArkLightBooks公式サイト[16]」2019年10月11日 - 2020年3月10日連載[32]→『COMICリュウ』2020年3月10日[32] - 連載中[33]、既刊10巻）
- 『よくわからないけれど異世界に転生していたようです』 （原作：あし、キャラクター原案：カオミン、『水曜日のシリウス』[17]2019年10月4日[34] - 連載中、既刊27巻）
- 『うちの弟子がいつのまにか人類最強になっていて、なんの才能もない師匠の俺が、それを超える宇宙最強に誤認定されている件について』 （原作：アキライズン、キャラクター原案：toi8、『マンガクロス』2021年3月30日 - 連載中、既刊3巻）
- 『ルパン三世 異世界の姫君』 （原作：モンキー・パンチ、エム・ビー・ワークス、脚本：佐伯庸介、オリジナルキャラクターデザイン：白狼、『週刊少年チャンピオン』2021年39号[35] - 2022年1号[36]、2022年13号[37] - 連載中、既刊16巻）

#### 読み切り
- 初体験プラス（『ヤングキング』2010年9号[38]） - オムニバス読み切りシリーズとして参加[38]

### その他
- 刃牙シリーズ30周年記念企画お祝いイラスト（『週刊少年チャンピオン』2021年44号[39]）

### アンソロジー
- 『うちのメイドがウザすぎる! 公式アンソロジー』 （2018年11月12日発売[40]） - 漫画[40]